# منتزعة الكبريت البياضينية
منتزعة الكبريت البياضينية (الاسم العلمي: Desulfovibrio biadhensis) هي نوع من البكتيريا، سلبية الغرام، تتبع جنس منتزعة الكبريت.